# MTV Europe Music Awards 2014
Die MTV Europe Music Awards 2014 (auch EMAs 2014) fanden am 9. November 2014 im SSE Hydro in Glasgow, Schottland statt. Moderiert wurde die Show von der US-amerikanischen Rapperin Nicki Minaj.
Die meisten Nominierungen erhielten Katy Perry, welche in sieben Kategorien nominiert worden ist, sowie Ariana Grande, die in sechs Kategorien nominiert wurde. Pharrell Williams war insgesamt fünfmal nominiert, Kiesza, Nicki Minaj und Eminem waren jeweils viermal nominiert. Bei den meisten Kategorien konnten die Fans über die Internetadresse der MTV Europe Music Awards vom 16. September 2014 bis zum 8. November 2014 abstimmen. Die Sieger der Kategorien Bestes Video und Global Icon wurden von MTV selbst bestimmt. Für die Kategorie Biggest Fans erhielten alle nominierten Künstler bestimmte Hashtags, welche die Fans in Twitter und Instagram benutzen konnten. Der Sieger dieser Kategorie wurde der Künstler, dessen Hashtag am meisten geteilt worden ist.
In Deutschland wurde die Sendung am 9. November 2014 um 21 Uhr auf MTV Germany (Pay-TV) und Nicknight (Free TV) sowie via Livestream auf der Webseite tv.mtvema.com ausgestrahlt.

## Live-Auftritte
- Ariana Grande – Problem und Break Free
- Kiesza – Hideaway
- Royal Blood – Figure It Out
- Charli XCX – Boom Clap und Break the Rules
- U2 – Every Breaking Wave
- Nicki Minaj – Super Bass, Bed of Lies (featuring Skylar Grey) und Anaconda
- Ed Sheeran – Thinking Out Loud
- Enrique Iglesias – I'm a Freak und Bailando
- Alicia Keys – We Are Here
- Slash, Myles Kennedy, The Conspirators und Simon Neil – Crazy Train

## Präsentatoren
- Emeli Sandé und Alicia Keys (Bester Song)
- Redfoo (Bester Pop-Act)
- Jourdan Dunn (Bester Hip-Hop-Act)
- Laura Whitmore (Bester Song mit einem sozialen Subtext und Best Look)
- Slash (Global Icon)
- Afrojack (Bester Worldwide-Act)
- David Hasselhoff und The Bella Twins (Beste Künstlerin)

## Auszeichnungen

### Bester Song
- Ariana Grande (featuring Iggy Azalea) – Problem
- Eminem (featuring Rihanna) – The Monster
- Katy Perry (featuring Juicy J) – Dark Horse
- Pharrell Williams – Happy
- Sam Smith – Stay with Me

### Bestes Video
- Iggy Azalea (featuring Rita Ora) – Black Widow
- Katy Perry (featuring Juicy J) – Dark Horse
- Kiesza – Hideaway
- Pharrell Williams – Happy
- Sia – Chandelier

### Beste Künstlerin
- Ariana Grande
- Beyoncé
- Katy Perry
- Nicki Minaj
- Taylor Swift

### Bester Künstler
- Ed Sheeran
- Eminem
- Justin Bieber
- Justin Timberlake
- Pharrell Williams

### Bester Newcomer
- 5 Seconds of Summer
- Ariana Grande
- Charli XCX
- Kiesza
- Sam Smith

### Bester Pop-Act
- Ariana Grande
- Miley Cyrus
- Katy Perry
- One Direction
- 5 Seconds of Summer

### Bester Rock-Act
- Arctic Monkeys
- The Black Keys
- Coldplay
- Imagine Dragons
- Linkin Park

### Bester Alternative-Act
- Fall Out Boy
- Lana Del Rey
- Lorde
- Paramore
- 30 Seconds to Mars

### Bester Electronic-Act
- Afrojack
- Avicii
- Calvin Harris
- David Guetta
- Hardwell

### Bester Hip-Hop-Act
- Drake
- Eminem
- Iggy Azalea
- Kanye West
- Nicki Minaj

### Bester Live-Act
- Beyoncé
- Bruno Mars
- Justin Timberlake
- Katy Perry
- One Direction

### Beste World Stage Performance
- Afrojack
- B.o.B
- Ellie Goulding
- Enrique Iglesias
- Fall Out Boy
- Flo Rida
- Hardwell
- Imagine Dragons
- Kings of Leon
- Linkin Park
- Nicole Scherzinger
- Pharrell Williams
- Simple Plan
- The Killers

### Best Push Act
- Lorde
- John Newman
- Kid Ink
- Zedd
- Cris Cab
- 5 Seconds of Summer
- Sam Smith
- Kiesza
- Charli XCX
- Ariana Grande
- Jungle

### Biggest Fans
- Nicki Minaj
- Justin Bieber
- One Direction
- 5 Seconds of Summer
- Ariana Grande

### Best Look
- Iggy Azalea
- Katy Perry
- Nicki Minaj
- Rita Ora
- Taylor Swift

### Bester Worldwide Act
- Afrika / Indien / Mittlerer Osten:  Mohammed Assaf
- Australien/Neuseeland:  5 Seconds of Summer
- Zentraleuropa:  Revolverheld
- Osteuropa:  Dawid Kwiatkowski
- Nordeuropa:  /  One Direction
- Südeuropa:  Alessandra Amoroso
- Südostasien/China:  Bibi Zhou
- Japan/Korea:  B.A.P
- Lateinamerika:  Dulce María
- Nordamerika:  Fifth Harmony

### Bester Song mit einer sozialen Botschaft
- Beyoncé – Pretty Hurts
- Hozier – Take Me to Church
- Meghan Trainor – All About That Bass
- Arcade Fire – We Exist
- Alicia Keys – We Are Here

### Artist On The Rise
- 5 Seconds of Summer (105,367,459 tweets)
- Fifth Harmony (103,524,595 tweets)
- Lucy Hale (828,949 tweets)
- Nick Jonas (756,127 tweets)
- Jake Miller (574,403 tweets)

### Global Icon
- Ozzy Osbourne[2]

## Regionale Auszeichnungen

### Nordamerika
Kanada
- Arcade Fire
- Drake
- Justin Bieber
- Kiesza
- Avril Lavigne

USA
- Beyoncé
- Eminem
- Katy Perry
- Pharrell Williams
- Fifth Harmony

### Nordeuropa
Vereinigtes Königreich und Irland
- /  One Direction
- Sam Smith
- Ed Sheeran
- Calvin Harris
- Cheryl Cole

Dänemark
- Medina
- L.I.G.A
- Christopher
- Burhan G
- Sivas

Finnland
- Kasmir
- Robin
- Nikke Ankara
- Teflon Brothers
- Isac Elliot

Norwegen
- Adelén
- Donkeyboy
- Nico & Vinz
- Martin Tungevaag
- Anders Nilsen

Schweden
- Icona Pop
- Avicii
- Tove Lo
- Anton Ewald
- The Fooo

### Zentraleuropa
Deutschland
- Revolverheld
- Marteria
- Max Herre
- Milky Chance
- Cro
- Sido

Schweiz
- Bastian Baker
- DJ Antoine
- Remady & Manu-L
- Mr. Da-Nos & The Product G&B
- Sinplus

Niederlande
- Chef'Special
- Hardwell
- Kensington
- Martin Garrix
- Mr. Probz

Belgien
- Stromae
- Dimitri Vegas & Like Mike
- Netsky
- Triggerfinger
- The Oddword

Frankreich
- Christine and the Queens
- Les Casseurs Flowters
- Indila
- Julien Doré
- Tal

### Südeuropa
Italien
- Alessandra Amoroso
- Caparezza
- Club Dogo
- Emis Killa
- Giorgia

Spanien
- Enrique Iglesias
- Izal
- Leiva
- Sweet California
- Vinila Von Bismark

Portugal
- Amor Electro
- David Carreira
- Diego Miranda
- HMB
- Richie Campbell

Griechenland
- Despina Vandi
- Eleonora Zouganeli
- Giorgios Sampanis
- Kings
- Vegas

### Osteuropa
Polen
- Dawid Kwiatkowski
- Mrozu
- Jamal
- Grzegorz Hyży
- Artur Rojek

Russland / Belarus
- Serebro
- Noize MC
- Kasta
- Njusha
- Bianca

Rumänien
- Smiley
- Elena Gheorghe
- Andra
- Maxim
- Antonia Iacobescu

Adria
- Gramatik
- Vatra
- Van Gogh
- Punčke
- Who See

Israel
- Dudu Tassa
- Eliad
- E-Z
- Ido B & Zooki
- Tripl featuring Meital de Razon

### Afrika und Mittlerer Osten
Afrika
- Davido
- Goldfish
- Diamond Platnumz
- Toofan
- Sauti Sol

Mittlerer Osten
- Saad Lamjarred
- Jana
- Cairokee
- Omar BAsaad
- Mohammed Assaf

### Asien
Indien
- Meet Bros Anjjan
- Pritam Chakraborty
- Yo Yo Honey Singh
- Vishal–Shekhar

Japan
- E-Girls
- Daichi Miura
- Namie Amuro
- One Ok Rock
- Perfume

Korea
- CN Blue
- Beast
- Kara
- B.A.P
- BTS

China und Hongkong
- Bibi Zhou
- Wang Feng
- G.E.M.
- Jason Zhang
- Moraynia Liu

Taiwan
- A-Mei
- Hebe Tien
- Mayday
- Sodagreen
- Wilber Pan

Südostasien
- Agnez Mo
- Noah
- Yuna
- Sarah Geronimo
- Stefanie Sun
- Slot Machine
- Hồ Ngọc Hà

### Australien und Neuseeland
Australien
- 5 Seconds of Summer
- Havana Brown
- Iggy Azalea
- Sia
- Justice Crew

Neuseeland
- Kimbra
- Lorde
- Stan Walker
- Broods
- Ginny Blackmore

### Lateinamerika
Brasilien
- Anitta
- Marcelo D2
- MC Guimê
- Pitty
- Projota

Nord-Lateinamerika
- Panda
- Dulce María
- CD9
- Camila
- Zoé

Zentral-Lateinamerika
- Alkilados
- Mirella Cesa
- Don Tetto
- J Balvin
- Nicolás Mayorca

Süd-Lateinamerika
- Babasónicos
- Banda de Turistas
- Tan Biónica
- Miranda!
- Maxi Trusso